# Wesley Savill
Wesley Savill (* 22. August 1989 in Calgary, Alberta) ist ein ehemaliger kanadischer Nordischer Kombinierer und heutiger Skisprungtrainer.

## Werdegang
Savill, der für den Altius Nordic Ski Club startete, gab im Juli 2004 sein internationales Debüt bei einem FIS-Skisprungwettbewerb in Park City. In der Nordischen Kombination stellte er sich erstmals Mitte Dezember 2005 beim B-Weltcup-Wettbewerb in Steamboat Springs der internationalen Konkurrenz, belegte jedoch weit abgeschlagen Rang 69. In der Folge trat er regelmäßig bei Wettkämpfen des zweitklassigen B-Weltcups an, konnte aber keine Punktgewinne verzeichnen. Bei den Nordischen Junioren-Skiweltmeisterschaften 2006 in Kranj belegte er im Sprint den 51. sowie im Spezialspringen von der Normalschanze den 59. Platz. Darüber hinaus wurde er gemeinsam mit Gregory Baxter, Trevor Morrice und MacKenzie Boyd-Clowes Elfter beim Teamspringen. In den beiden darauffolgenden Jahren trat er sowohl bei den Nordischen Junioren-Skiweltmeisterschaften 2007 in Tarvisio als auch bei den Nordischen Junioren-Skiweltmeisterschaften 2008 in Zakopane nur noch bei Wettkämpfen in der Nordischen Kombination an, wobei seine beste Platzierung der 31. Platz im Einzel nach der Gundersen-Methode in Zakopane darstellte. 
Zum Auftakt in die Winter-Saison 2008/09 erreichte Savill in Park City den fünfzehnten Rang im Continental Cup und gewann so seine ersten Punkte auf dieser Ebene. Am 16. Januar 2009 debütierte er im heimischen Vancouver im Weltcup, verpasste aber mit den Rängen 37 und 32 knapp die Punkteränge. Bei den Nordischen Junioren-Skiweltmeisterschaften 2009 in Štrbské Pleso wurde er Siebzehnter im Gundersen Einzel. Zwei Wochen später war Savill Teil des kanadischen Kaders bei den Nordischen Skiweltmeisterschaften 2009 in Liberec, blieb allerdings weit hinter der Weltspitze zurück. In den folgenden Jahren versuchte sich Savill immer wieder erfolglos im Weltcup und konnte nur vereinzelt im Continental Cup unter die besten Dreißig vorstoßen. Sein bestes Karriereresultat erzielte er Ende Januar 2011 mit dem zehnten Rang beim Continental-Cup-Rennen in Harrachov. Rund einen Monat später nahm er an den Nordischen Skiweltmeisterschaften 2011 in Oslo teil, wo er beim Gundersen Einzel von der Normalschanze den 41. sowie von der Großschanze den 43. Platz belegte.
Im Sommer 2012 ging Savill im Grand Prix an den Start und konnte dabei an beiden Wettkampftagen in Sotschi die Punkteränge erreichen. Im weiteren Verlauf konnte er diese Ergebnisse nicht bestätigen, sondern blieb wieder weit hinter den besten Athleten zurück. Auch der zwanzigste Platz im Teamsprint gemeinsam mit Nathaniel Mah offenbarte die Schwächen des kanadischen Teams. Nachdem es ihm in den folgenden Jahren weiterhin nicht gelang, seine ersten Weltcup-Punkte zu sammeln, beendete Savill 2016 seine Karriere. Auf nationaler Ebene hatte er mehrere Meistertitel gewinnen können.
Im Januar 2015 übernahm Savill den Posten des Cheftrainers bei seinem Heimatverein Altuis Nordic SC. Dabei fungiert er unter anderem als Weltcup-Trainer der Nordischen Kombiniererin Taylor Henrich. Savill, der selbst am Canada Olympic Park ausgebildet wurde, trat gegen die Schließung der Skisprunganlage ein.
Savill studierte an der Athabasca University in Athabasca Kinesiologie und Humanwissenschaft.

## Statistik

### Platzierungen bei Weltmeisterschaften
| Jahr und Ort | Wettbewerb   | Wettbewerb   | Wettbewerb  |
| Jahr und Ort | Gundersen NS | Gundersen GS | Massenstart |
| ------------ | ------------ | ------------ | ----------- |
| 2009 Liberec | 43.          | –            | 50.         |
| 2011 Oslo    | 41.          | 43.          | –           |

### Grand-Prix-Platzierungen
| Saison | Platz | Punkte |
| ------ | ----- | ------ |
| 2012   | 54.   | 12     |

### Continental-Cup-Platzierungen
| Saison  | Platz | Punkte |
| ------- | ----- | ------ |
| 2008/09 | 71.   | 38     |
| 2010/11 | 56.   | 73     |
| 2011/12 | 86.   | 12     |
| 2013/14 | 66.   | 24     |
| 2015/16 | 92.   | 02     |